# Куйвашев, Евгений Владимирович
Евге́ний Влади́мирович Ку́йвашев (род. 16 марта 1971, Луговской, Тюменская область) — российский государственный деятель. Действительный государственный советник Российской Федерации 1 класса (2011).
Губернатор Свердловской области (29 мая 2012 — 26 марта 2025) (врио 14—29 мая 2012, 17 апреля — 18 сентября 2017). Секретарь Свердловского регионального отделения партии «Единая Россия» (2022—2025).
Полномочный представитель президента Российской Федерации в Уральском федеральном округе (2011—2012), глава администрации Тобольска (2005—2007) и Тюмени (2007—2011).

## Биография
Родился 16 марта 1971 года в посёлке Луговской Ханты-Мансийского района Ханты-Мансийского национального округа.
Дед — Куйвашев Леонид Васильевич (1925—1991) — родом из Сургутского района Тобольского округа Уральской области (в разных источниках в качестве места рождения упоминаются либо деревня Нижняя-Мысовая, либо деревня Локосово), в 1943-45 гг. участвовал в Великой Отечественной войне, закончил в звании сержанта, в результате ранения потерял ногу. Был женат на Куйвашевой Антонине Тимофеевне, учительнице (ум. 2008). Старший сын — Владимир — родился в 1947 году. В посёлок Луговской семья Куйвашевых переехала в начале 1960-х. Отец Евгения — Куйвашев Владимир Леонидович, рабочий Белогорского деревообрабатывающего комбината — являлся депутатом Тюменского областного Совета депутатов трудящихся XIII созыва (1971—1973).

### Фамилия
Фамилия Ку́йвашев произносится с ударением на первом слоге, к чему губернатор относится строго. Когда Валдис Пельш, бывший ведущим игры «Встреча выпускников» КВН, проходившей в середине июля 2022 года в Екатеринбурге, произнёс со сцены его фамилию как Куйва́шев, то удостоился за это ироничного поста в Telegram-канал Евгения Ку́йвашева.

### Образование
1991—1993 — Тобольское медицинское училище имени Володи Солдатова по специальности «стоматолог-ортодонт».
1999 год — Московский военный институт Федеральной пограничной службы Российской Федерации, юридический факультет (специальность «юрист»), заочное обучение.
2010 год — профессиональная переподготовка в Тюменском государственном университете по программе «Государственное и муниципальное управление».
Во многих СМИ также сообщается, что в 2002 году Куйвашев закончил Йельский университет по специальности «менеджмент». В то же время сам Куйвашев в СМИ так комментировал информацию о его обучении в Йельском университете: «Я не учился в Йеле — я всего лишь слушал там лекции. Не учился, у меня нет диплома».
15 ноября 2024 года ― присвоено звание «почётного профессора Уральского государственного юридического университета им. В. Ф. Яковлева».

### Служба в Вооружённых силах
1989—1991 — срочная служба в Вооружённых силах СССР.

### Трудовая деятельность
По окончании средней школы некоторое время работал слесарем в тресте «Сургутремстрой».
После службы в армии в 1991 году непродолжительное время работал методистом по физкультуре в Управлении технологического транспорта в Сургуте.
После получения образования работал в посёлке Пойковский Нефтеюганского района Ханты-Мансийского автономного округа сначала зубным техником, затем заместителем руководителя отделения Союза ветеранов Афганистана по коммерческим вопросам, машинистом бетономешалки, монтажником-высотником, далее юрисконсультом в ПМУП «РЭУ» (Пойковский).

#### Административная работа
В 1997 году Куйвашев перешёл на работу в Администрацию посёлка Пойковский, где работал сначала помощником главы Эдуарда Худайнатова, затем его заместителем, а после перехода Худайнатова на работу в Администрацию президента в 2000 году занял его место.
Параллельно работе в администрации Куйвашев преподавал теорию государства и права, муниципальное право в Пойковском филиале Тюменского государственного университета.
2004—2005 — заместитель начальника управления судебных приставов города Москвы.
30 ноября 2005 года единогласно утверждён депутатами Тобольской городской Думы главой администрации Тобольска.
14 июня 2007 года подал документы на конкурс по замещению должности главы администрации Тюмени после отставки прежнего мэра Сергея Сметанюка, а 5 июля 2007 года Тюменской городской Думой был избран на эту должность.
29 января 2011 — 6 сентября 2011 — заместитель полномочного представителя Президента Российской Федерации в Уральском федеральном округе. С 6 сентября 2011 по 14 мая 2012 — полномочный представитель президента Российской Федерации в Уральском федеральном округе.
С 14 сентября 2011 года до 14 мая 2012 — член Совета безопасности Российской Федерации.

## Глава Свердловской области

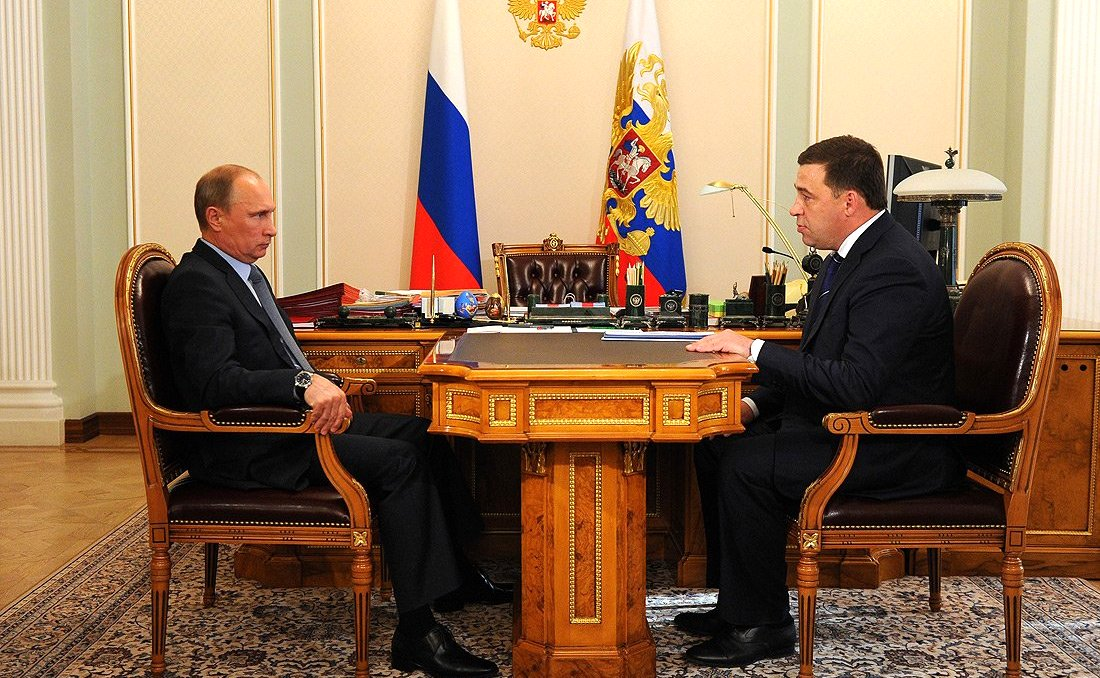
C Президентом России Владимиром Путиным,
2013 г.

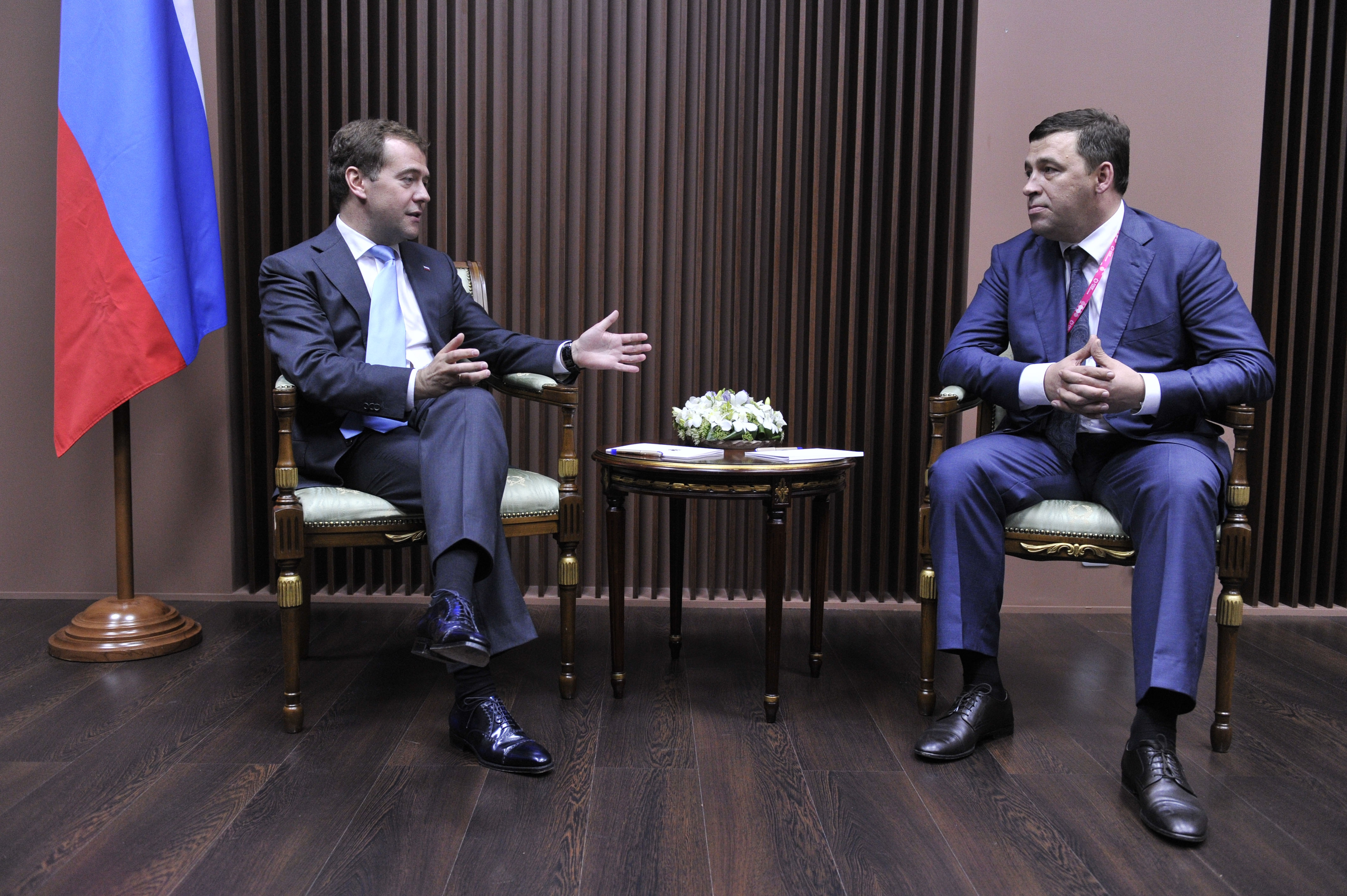
С Председателем Правительства России Дмитрием Медведевым,
2012 г.

C 14 мая 2012 года — исполняющий обязанности губернатора Свердловской области.
24 мая 2012 года Президент России Владимир Путин внёс в Законодательное Собрание Свердловской области кандидатуру Евгения Куйвашева для наделения полномочиями Губернатора Свердловской области. Кандидатура была поддержана большинством голосов депутатов Законодательного собрания Свердловской области, и 29 мая 2012 года Евгений Куйвашев официально вступил в должность губернатора области.
С 28 июля 2012 по 22 февраля 2013 и с 10 ноября 2015 по 6 апреля 2016 — член президиума Государственного совета Российской Федерации.
За время губернаторства Куйвашева меняли систему органов власти Свердловской области, неоднократно внося поправки в Устав региона. В июле 2012 года по инициативе Куйвашева был введён пост вице-губернатора, но уже в декабре следующего года эту должность упразднили. В 2016 году ликвидировали должность регионального премьер-министра с возложением его обязанностей на губернатора. Таким образом, к началу 2017 года Куйвашев стал одновременно губернатором и главой областного правительства.
В 2012 году по предложению Евгения Куйвашева, направленному в Администрацию Президента России, была создана в Министерстве здравоохранения Российской Федерации рабочая группа для рассмотрения вопроса об обязательном лицензировании деятельности всех организаций, занимающихся реабилитацией наркозависимых. По его мнению, такое лицензирование является вопросом безопасности граждан. В это время по его поручению в области создавался государственный реабилитационный центр «Урал без наркотиков». Указ о его создании был подписан 3 июля 2012 года.
18 сентября 2016 года Куйвашев принял участие в выборах в Законодательное собрание Свердловской области, возглавив список партии «Единая Россия». После выборов уступил свой депутатский мандат, не начав исполнять обязанности депутата.
В конце 2016 года известный кинорежиссёр Никита Михалков подверг критике Ельцин-центр, открытый в ноябре 2015 года при финансовой поддержке властей Свердловской области, выданной в кредит (Указ о создании Центра подписал 3 сентября 2009 года бывший губернатор Свердловской области Эдуард Россель, согласно которому Президентский центр Б. Н. Ельцина было решено разместить в бывшем конгресс-холле «Демидов»). Куйвашев заявил, что гордится тем, что принимал участие в создании Ельцин-центра, и сообщил, что готов лично провести Михалкову экскурсию по нему.
В конце марта 2017 года Евгений Куйвашев нашёл преимущества в решении федерального министра Дениса Мантурова о переносе международной выставки вооружений Russia Arms Expo из Нижнего Тагила в подмосковный парк «Патриот». По мнению губернатора, это событие «станет стимулом для реализации новых прорывных инициатив на Урале». Иного мнения придерживается бывший свердловский губернатор Эдуард Россель (именно по его по инициативе эта выставка была основана в 1999 году), который просил сохранить Russia Arms Expo в Нижнем Тагиле и обратился по вопросу выставки к Куйвашеву.
В апреле 2017 года Куйвашев поддержал необходимость реформы общественного транспорта в Екатеринбурге (в частности, устранение «дублирующих» маршрутов) согласно принятому в апреле того же года решению сити-менеджера Екатеринбурга Александра Якоба.
17 апреля 2017 года подал в отставку по собственному желанию. В тот же день указом Президента России назначен временно исполняющим обязанности губернатора Свердловской области «до вступления в должность лица, избранного Губернатором Свердловской области». На выборах 10 сентября одержал победу с результатом 62,16 %.
8 декабря 2018 года, на основании решения, принятого делегатами XVIII съезда политической партии «Единая Россия», Евгений Куйвашев был введён в состав Высшего совета партии.
Согласно данным проекта «Национальный рейтинг», по итогам 2020 года Евгений Куйвашев занял третье место среди губернаторов, уступив только Минниханову и Собянину.
11 сентября 2022 года по итогам Единого дня голосования Куйвашев одержал победу на выборах губернатора с 65,78% голосов. 19 сентября в третий раз вступил в должность.
26 марта 2025 года Евгений Куйвашев подал в отставку. Освобождён от должности указом Владимира Путина в тот же день.

## Критика

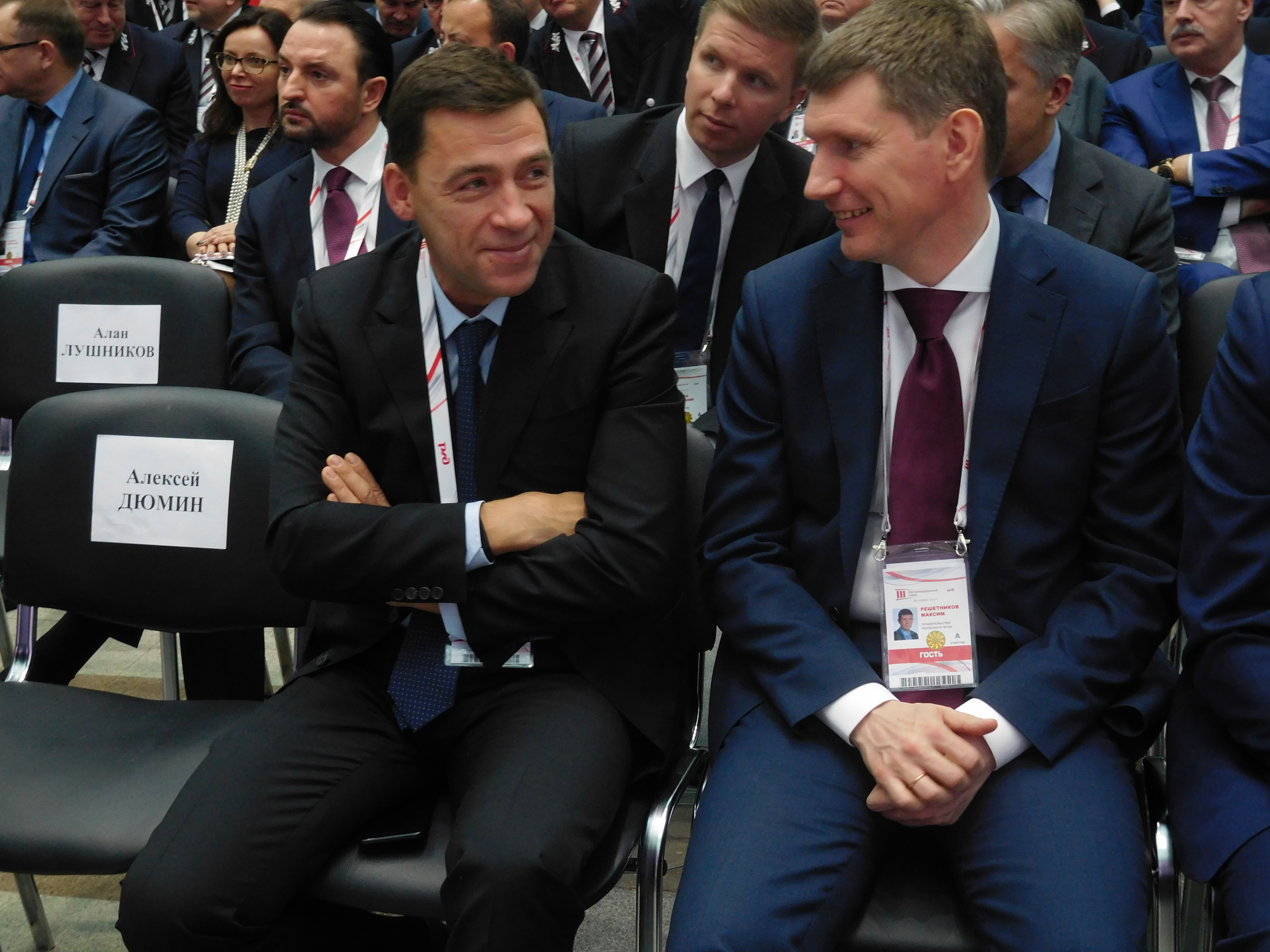
Евгений Куйвашев и Максим Решетников на Съезде железнодорожников,
29 ноября 2017 г.

В прессе появлялась информация о неформальной связи Куйвашева с бизнесменами-энергетиками Артёмом Биковым и Алексеем Бобровым, которые назывались его спонсорами. Однако сам Куйвашев эту связь отрицает: «Я не виноват, что у них есть активы во всех регионах, где я работал. Где ни начнёшь работать — Биков и Бобров там уже есть».
Журналист Аксана Панова, бывший главный редактор уральского интернет-агентства Ура.ру, обвинявшаяся в своё время по ряду уголовных дел, называла «заказчиком» своего преследования Е. В. Куйвашева.
Znak.com в 2013 году отмечал, что Куйвашев, несмотря на сокращение областного бюджета и экономические трудности, увеличил финансирование «пиара»: в 2013 году на СМИ из бюджета выделены 1,136 млрд рублей (из них 0,5 млрд на выкуп недостроенной телевизионной башни Екатеринбурга), тогда как в 2012 году на эти цели потрачено только 368 млн рублей. Критику издания вызвал также тот факт, что значительная часть трат на СМИ из бюджета области непрозрачна. В октябре 2013 года оппозиционные депутаты критиковали власти Свердловской области за то, что основная часть расходов на СМИ из бюджета Свердловской области идет на «Областную газету» и телеканал ОТВ. Кое-что получают и частные СМИ. Например, по распоряжению Куйвашева было перечислено 20 млн рублей на проект «Малина».

## Классный чин
- Действительный государственный советник Российской Федерации 1 класса (30 ноября 2011 года)[45]
- Действительный государственный советник Российской Федерации 2 класса (5 мая 2011 года)[46]

## Награды
- орден Почёта (2012)
- орден Александра Невского (2019)
- Почётная грамота Правительства Кыргызской Республики (17 марта 2021, Кыргызстан) — за значительный вклад в развитие кыргызско-российского межрегионального торгово-экономического и культурно-гуманитарного сотрудничества, укрепление союзнических отношений и стратегического партнёрства между Кыргызской Республикой и Российской Федерацией[47]
- Почётный профессор УрГЮУ[48]

## Благосостояние
В 2011 году доход работавшего полпредом Президента Е. В. Куйвашева составил 3,7 миллиона рублей, доход его супруги — 3,1 миллиона.
По мнению специалиста одного из часовых салонов Екатеринбурга Вячеслава Целищева, швейцарские часы марки Jaeger Le Coultre Master Control, которые носит Е. В. Куйвашев, на 2012 год стоили 700 тысяч рублей.
По итогам 2016 года, работая в правительстве Свердловской области, Евгений Куйвашев заработал 3 333 627,89 рублей. По состоянию на 31 декабря 2016 года имел в собственности квартиру площадью 144 м². в Екатеринбурге и долю 1/3 в квартире площадью 131,7 м². в Тюменской области, гидроцикл VX700 и прицеп МЗСА 2006 года выпуска. Данные о доходах супруги за этот период разнятся: на сайте губернатора Свердловской области указана сумма 9 967 789,03 рублей, при этом в информации, размещённой Избирательной комиссией Свердловской области во время выборов губернатора, была указана сумма 2 920 271,03 рублей, источником дохода являлись ООО «Леля», ИП Куйвашева Н. С., АО «ЦВМИР „СИБИРЬ“».
Став губернатором Свердловской области, Евгений Куйвашев купил квартиру в Екатеринбурге стоимостью около 13,5 —16,5 млн рублей.

## Семья
Первая жена — Ирина, работала в сфере ЖКХ. Дочь Елизавета (1997 г.р.).
Женат вторым браком. Супруга Наталья Сергеевна Куйвашева (род. в 1974 в Курганской области) — работала в библиотеке в пос. Пойковский, затем предприниматель. Является директором и совладельцем ООО «Леля», которому принадлежит расположенная в Тюмени и Тобольске сеть магазинов элитных вин «Три бокала». Сын Дмитрий.
В январе 2018 года в интервью Юрию Дудю Евгений Ройзман подтвердил информацию о любовном треугольнике между ним, Аксаной Пановой и Евгением Куйвашевым.

## Увлечения
Евгений Куйвашев увлекается спортом, занимается биатлоном и хоккеем, принимает участие в матчах «всех звёзд». Болеет за хоккейный «Автомобилист» и футбольный «Урал».
В музыке предпочитает русский рок, знаком с ветеранами Свердловского рок-клуба, дружит с Александром Пантыкиным. Со слов коллег, неплохо разбирается в живописи.

## Санкции
С июля 2022 года за поддержку войны России против Украины под санкциями Великобритании.
15 декабря 2022 года внесён в санкционный список США за «призыв граждан на войну в ответ на недавний российский приказ о мобилизации».
19 августа 2022 года внесён в санкционный список Канады «близких соратников режима, которые являются соучастниками агрессии российского режима против Украины».
19 октября 2022 года внесён в санкции Украины за «поддержку/поощрение/публичное одобрение политики РФ, направленной на проведение военных действий и геноцид гражданского населения в Украине».